# Lovisa Ewald
Lovisa Ewald (27 april 2002) is een Zweeds skeletonster.

## Carrière
Ewald maakte haar wereldbekerdebuut in 2021 in Sankt Moritz waar ze 21e werd. Ze sloot het seizoen af als 39e. 
Ze nam in 2020 deel aan de Olympische Jeugdspelen waar ze zesde werd.

## Resultaten

### Wereldbeker
Eindklasseringen
| Seizoen   | Rang |
| --------- | ---- |
| 2020/2021 | 39e  |